# Арабаджи Олена Семенівна
Арабаджи Олена Семенівна (нар. 11 березня 1960, Мелітополь) — проректор із заочної форми навчання Мелітопольського державного педагогічного університету імені Богдана Хмельницького, кандидат географічних наук.

## Біографія
1977 року закінчила школу з золотою медаллю.
1982 — здобула вищу освіту в Мелітопольському державному педагогічному інституті за спеціальністю «Географія і біологія», отримавши кваліфікацію та звання вчителя географії та біології.
1989 — закінчила аспірантуру Київського державного педагогічного університету імені М. Драгоманова.
У 1992 році захистила дисертацію на ступінь кандидата географічних наук за темою «Проблеми розвитку та вдосконалення територіальної структури обласного господарчого комплексу (економіко-географічне дослідження на прикладі Запорізької області)».
З 1996 — завідувач кафедри географії України та краєзнавства.
З 1999 року працює на посаді проректора із заочної форми навчання.

## Наукова діяльність
- Брала участь у роботі ІХ (Чернівці, 2004) та Х (Київ, 2008) з'їздах Географічного товариства України; у наукових конференціях різного рівня, де виступала з доповідями та публікувала тези.

- Є співробітником лабораторії регіонального краєзнавства. За наслідками досліджень надруковано у співавторстві монографії «Етнокультурний ландшафт північного Приазов'я» (2004), «Караїми Мелітополя» (2004), «Етносоціальне буття народів Приазов'я» (2005).

- Брала участь у виконанні науково-дослідної теми Міністерства освіти і науки України «Дослідження особливостей етнокультурного та географічного чинників Східної Таврії» (2007).

- Активно працює з учнями — членами Малої академії наук України[4], науково-дослідницькі роботи яких з географії та краєзнавства посідають призові місця на обласних та республіканських турах.
- Доповідала на трьох останніх з'їздах Українського географічного товариства, дійсним членом якого є з 1982 року.

- 1998 року за її ініціативою створено наукову лабораторію комплексного краєзнавства, яка плідно досліджує історичні процеси заселення Приазов'я. За наслідками проведених досліджень підготовлено та видано довідник «Пам'ять втрачений сил (зниклі ойконіми Запоріжжя: 1445—2000)»; зібраний краєзнавчий матеріал увійшов до колективної монографії «Етнокультурні процеси в Запорізькому краї у ХІХ-ХХ ст.».

## Наукові публікації
Має понад 60 наукових та навчально-методичних праць, 17 — у фахових виданнях України, є співавтором підручника з екології рідного краю для 10 класу (Запоріжжя, 2006), у тому числі в Географічній енциклопедії України, Атласі Запорізької області (25 тематичних карт соціально-економічного блоку). Є автором навчального курсу «Географія Запорізької області», співавтором шкільного курсу «Моє рідне місто. Мелітополезнавство».
Основні праці:
- Географи Мелітопольського державного педагогічного інституту (1961—1990 рр.): іст. нарис / за заг. ред. О. С. Арабаджі, Н. М. Барабохи. — Мелітополь: Видавничий будинок ММД, 2010 . — Мелітополь, 2010. — 178 с.
- Екологія рідного краю. 10 клас: підруч. для 10 кл. загальноосвіт. навч. закл. / О. В. Мацюра, О .Ф. Рильський, О. С. Арабаджі [та ін.]. — Запоріжжя: Прем'єр, 2007. — 112 с.
- Етнокультурні та етноантропологічні чинники в регіональному контексті: на прикладі історії Запорізького краю XIX—XX ст. / І. П. Аносов, Л. В. Афанасьєва, О. С. Арабаджі [та ін.]. — Мелітополь;М.: Скрипторий, 2002. — 196 с.

## Громадська діяльність
Арабаджи О. С. бере активну участь у громадській діяльності з краєзнавства та етнокультури. Є членом правління Мелітопольського національно-культурного караїмського товариства, засновником «Спілки караїмів України», член Координаційної ради громадських об'єднань національних меншин при голові Запорізької облдержадміністрації, членом спілки краєзнавців Мелітопольщини.

## Досягнення
- переможець Запорізького обласного жіночого конкурсу «Господиня свого краю» в номінації «Жінка-науковець» (2002)
- Почесна грамота Верховної Ради України (2004)
- Заслужений працівник освіти України (2007)[9]
- грамоти Міністерства освіти і науки України, Всеукраїнської спілки краєзнавців
- знак «Відмінник освіти України»
- Нагрудний знак «Василь Сухомлинський»